# Carrera armamentista de inteligencia artificial
Una carrera armamentista de inteligencia artificial es una competencia entre dos o más estados para dotar a sus fuerzas militares de la mejor "inteligencia artificial" (IA).  Desde mediados de la década de 2010, muchos analistas han argumentado que ya ha comenzado una carrera armamentista mundial de este tipo para mejorar la inteligencia artificial.

## Posturas hacia la inteligencia militar artificial

### Rusia
El general ruso Viktor Bondarev ,  comandante en jefe de la fuerza aérea rusa, ha declarado que ya en febrero de 2017, Rusia ha estado trabajando en misiles guiados por Inteligencia Artificial que pueden decidir cambiar de objetivo a mitad de vuelo.  Los informes de los medios de comunicación rusos patrocinados por el Estado sobre los posibles usos militares de la inteligencia artificial aumentaron a mediados de 2017. En mayo de 2017, el director general del grupo ruso Kronstadt, contratista de defensa, afirmó que "ya existen sistemas operativos de IA completamente autónomos que proporcionan los medios para los grupos de vehículos aéreos no tripulados, cuando cumplen las misiones de forma autónoma, comparten tareas entre ellos e interactúan", y que es inevitable que "enjambres de aviones teledirigidos" sobrevuelen algún día las zonas de combate. Rusia ha estado probando varios sistemas de combate autónomos y semiautónomos, como el módulo de combate "red neuronal" de Kalashnikov, con una ametralladora, una cámara y una IA que, según sus creadores, puede emitir sus propios juicios sobre los objetivos sin intervención humana. En septiembre de 2017, durante un discurso pronunciado en el Día Nacional del Conocimiento ante más de un millón de estudiantes en 16.000 escuelas rusas, el presidente ruso Vladímir Putin declaró: "La inteligencia artificial es el futuro, no sólo para Rusia sino para toda la humanidad....". Quienquiera que se convierta en el líder en esta esfera se convertirá en el gobernante del mundo".
El gobierno ruso ha rechazado enérgicamente cualquier prohibición de los sistemas de armas autónomas letales, sugiriendo que tal prohibición podría ser ignorada.

### China
Según Elsa Kania, del Center for a New American Security, "China ya no se encuentra en una posición de inferioridad tecnológica, sino que más bien se ve a sí misma a punto de alcanzar y superar a Estados Unidos en inteligencia artificial". Como tal, el ejército chino pretende lograr una ventaja mediante el cambio de paradigmas en la guerra con la innovación militar, aprovechando así las "alturas dominantes"... de la futura competencia militar". Los estrechos vínculos entre Silicon Valley y China, y la naturaleza abierta de la comunidad de investigación estadounidense, han hecho que la tecnología de IA más avanzada de Occidente esté fácilmente disponible para China; además, la industria china tiene numerosos logros propios en el campo de la IA, como el hecho de que Baidu aprobara en 2015 un notable punto de referencia en cuanto a capacidad de reconocimiento de voz en idioma chino. A partir de 2017, la hoja de ruta de Pekín pretende crear una industria de IA de 150 billones de dólares para 2030.  Antes de 2013, la adquisición de defensa china se limitaba principalmente a unos pocos conglomerados; sin embargo, a partir de 2017, China a menudo obtiene tecnología emergente sensible, como aviones no tripulados e inteligencia artificial, de empresas privadas de nueva creación. Un estado chino se ha comprometido a invertir 5 billones de dólares en inteligencia artificial. Pekín se ha ofrecido a invertir 2 billones de dólares para un parque de desarrollo de inteligencia artificial . El Japan Times informó en 2018 que la inversión privada anual china en AI es inferior a 7 billones de dólares anuales. Las nuevas empresas de IA en China recibieron casi la mitad de la inversión global total en las nuevas empresas de IA en 2017; los chinos solicitaron casi cinco veces más patentes de IA que los estadounidenses.
China publicó un documento de posición en 2016 cuestionando la idoneidad del derecho internacional existente para abordar la eventualidad de armas totalmente autónomas, convirtiéndose en el primer miembro permanente del Consejo de Seguridad de la ONU en abordar la cuestión.

### Estados Unidos

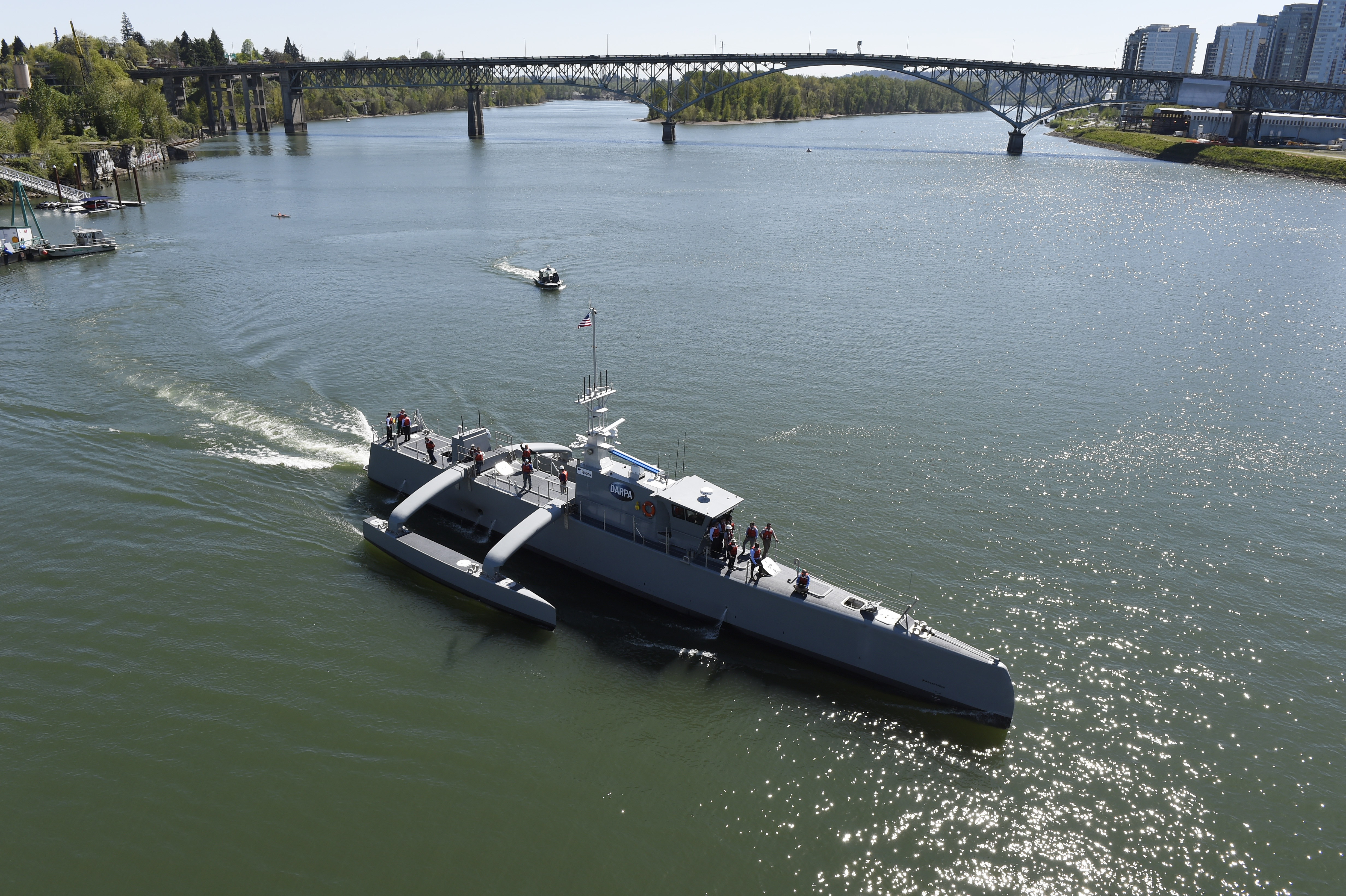
El Cazador Marino, buque de guerra autónomo de EE. UU. 2016

En 2014, el exsecretario de Defensa Chuck Hagel planteó la "Tercera Estrategia de Compensación", según la cual los rápidos avances en inteligencia artificial definirán la próxima generación de guerra. Según la firma de análisis y ciencia de datos Govini, el Departamento de Defensa de los EE. UU. aumentó la inversión en inteligencia artificial, grandes datos y computación en nube de 5.600 millones de dólares en 2011 a 7.400 millones de dólares en 2016. Sin embargo, el presupuesto civil de la NSF para AI no experimentó ningún aumento en 2017.
Estados Unidos tiene muchos programas militares de combate de inteligencia artificial, como el buque de guerra autónomo Sea Hunter, que está diseñado para operar durante largos períodos en el mar sin un solo miembro de la tripulación, e incluso para guiarse a sí mismo dentro y fuera del puerto.  A partir de 2017, una directiva temporal del Departamento de Defensa de los Estados Unidos exige que un operador humano se mantenga al tanto cuando se trate de quitar vidas humanas mediante sistemas de armas autónomos.  El Japan Times informó en 2018 que la inversión privada de los Estados Unidos es de alrededor de 70.000 millones de dólares al año.

### Reino Unido
En 2015, el gobierno del Reino Unido se opuso a la prohibición de las armas autónomas letales, afirmando que "el derecho internacional humanitario ya proporciona suficiente regulación para esta área", pero que todas las armas empleadas por las fuerzas armadas del Reino Unido estarían "bajo supervisión y control humano".

### Israel
El dron Harpy antirradar arpía israelí "dispara y olvida" está diseñado para ser lanzado por tropas terrestres, y vuela autónomamente sobre un área para encontrar y destruir un radar que se ajuste a criterios predeterminados.

### Corea del Sur
La ametralladora surcoreana Super aEgis II, presentada en 2010, se utiliza tanto en Corea del Sur como en Oriente Medio. Puede identificar, rastrear y destruir un objetivo en movimiento a una distancia de 4 km. Mientras que la tecnología puede teóricamente operar sin intervención humana, en la práctica se instalan medidas de seguridad para requerir la entrada manual. Un fabricante surcoreano afirma: "Nuestras armas no duermen, como deben hacerlo los humanos.Pueden ver en la oscuridad, como los humanos no pueden. Por lo tanto, nuestra tecnología cubre las lagunas en la capacidad humana", y quieren "llegar a un punto en el que nuestro software pueda discernir si un objetivo es un amigo, un enemigo, un civil o un militar".

## Tendencias
Según Siemens, el gasto militar mundial en robótica fue de 5 billones de dólares en 2010 y de 7.5 billones de dólares en 2015.
China se convirtió en uno de los principales actores en la investigación de la inteligencia artificial en la década de 2010. Según el Financial Times, en 2016, China publicó por primera vez más artículos de IA que toda la Unión Europea. Cuando se restringió al número de artículos de IA en el 5% de los más citados, China superó a Estados Unidos en 2016, pero se quedó atrás de la Unión Europea.El 23% de los investigadores que se presentaron en la conferencia de 2017 de la Asociación Americana para el Avance de la Inteligencia Artificial (AAIA) eran chinos. Eric Schmidt, el expresidente de Alfabeto, ha pronosticado que China será el país líder en IA para 2025.
| País        | En 2012 | En 2017 |
| ----------- | ------- | ------- |
| EE.UU.      | 41%     | 34%     |
| China       | 10%     | 23%     |
| Reino Unido | 5%      | 5%      |

## Propuestas de regulación internacional
Ya en 2007, estudiosos como el profesor de IA Noel Sharkey advirtieron de "una carrera armamentista emergente entre las naciones de alta tecnología para desarrollar submarinos autónomos, aviones de combate, acorazados y tanques que puedan encontrar sus propios objetivos y aplicar la fuerza violenta sin la participación de decisiones humanas significativas". Ya en 2014, especialistas de IA como Steve Omohundro han advertido de que "ya se está produciendo una carrera armamentista autónoma". Miles Brundage, de la Universidad de Oxford, ha argumentado que una carrera armamentista de inteligencia artificial podría mitigarse de alguna manera a través de la diplomacia: "Vimos en las diversas carreras de armamento históricas que la colaboración y el diálogo pueden dar sus frutos". Más de un centenar de expertos firmaron una carta abierta en 2017 en la que pedían a la ONU que abordara la cuestión de las armas autónomas letales; Sin embargo, en una sesión de noviembre de 2017 de la Convención de la ONU sobre Ciertas Armas Convencionales (CCW), los diplomáticos no pudieron ponerse de acuerdo ni siquiera sobre cómo definir tales armas. El embajador de la India y presidente de la CCW declaró que el acuerdo sobre las normas seguía siendo una perspectiva lejana. Hasta 2017, veintidós países han pedido una prohibición total de las armas autónomas letales.
Muchos expertos creen que los intentos de prohibir completamente los robots asesinos probablemente fracasarán.  Un informe de 2017 del Centro Belfer de Harvard predice que la IA tiene el potencial de ser tan transformadora como las armas nucleares . El informe sostiene además que "impedir la expansión del uso militar de la inteligencia artificial es probablemente imposible" y que "debe perseguirse el objetivo más modesto de una gestión segura y eficaz de la tecnología", como la prohibición de vincular el dead man's swtich  de inteligencia artificial a un arsenal nuclear. Parte de la impracticabilidad es que la detección de las violaciones de los tratados sería extremadamente difícil.

## Otras reacciones a las armas autónomas
Decenas de miles de ciudadanos, entre ellos el físico Stephen Hawking, Tesla , el magnate Elon Musk y Steve Wozniak de Apple, han firmado una carta abierta en 2015 en la que piden la prohibición de los sistemas letales de armas automatizadas.
El profesor Noel Sharkey de la Universidad de Sheffield ha advertido que las armas autónomas caerán inevitablemente en manos de grupos terroristas como el Estado islámico.

## Disociación
Muchas compañías de tecnología occidentales temen estar asociadas demasiado estrechamente con las fuerzas armadas de Estados Unidos, por temor a perder el acceso al mercado chino. Además, algunos investigadores, como Demis Hassabis de DeepMind, se oponen ideológicamente a contribuir al trabajo militar.
Por ejemplo, el Proyecto Maven es un proyecto del Pentágono que involucra el uso de máquinas de aprendizaje y talento de ingeniería para distinguir personas y objetos en videos de aviones no tripulados, establecido en un memorando por el Subsecretario de Defensa de los Estados Unidos el 26 de abril de 2017. También conocido como el Equipo de Guerra Algorítmica de Funcionalidad Cruzada,   es, según el Teniente General de la Fuerza Aérea de los Estados Unidos Jack Shanahan en noviembre de 2017, un proyecto "diseñado para ser ese proyecto piloto, ese explorador, esa chispa que enciende el frente de llamas de la inteligencia artificial en el resto del Departamento[de Defensa]". Su jefe, el coronel del Cuerpo de Marines de los EE.UU Col Drew Cukor, dijo: "La gente y las computadoras trabajarán simbióticamente para aumentar la capacidad de los sistemas de armas para detectar objetos."  En la segunda Cumbre Tecnológica de Defense One en julio de 2017, Cukor también dijo que la inversión en un "proceso deliberado de flujo de trabajo" fue financiada por el Departamento[de Defensa] a través de sus "autoridades de adquisición rápida" durante aproximadamente "los próximos 36 meses".
En junio de 2018, fuentes de la compañía en Google dijeron que la alta ejecutiva Diane Greene le dijo al personal que la compañía no daría seguimiento a Project Maven después de que el contrato actual expire en marzo de 2019.